# Europese Federalistische Partij (1974-1995)
De Europese Federalistische Partij (Esperanto: Eŭropa Federalista Partio, EFP) was een Europese politieke alliantie die vooral actief was in Duitstalige landen en streefde naar een federaal Europa. De partij ontstond in 1974 uit een samenbinden van enkele (oudere) Europese federalistische partijen, maar hield begin jaren negentig op te bestaan. In 2011 werd een gelijknamige partij opgericht zonder enig verband met de historische EFP.

## Geschiedenis

### Oostenrijk
In de zomer van 1959 organiseerde de Oostenrijkse oud-verzetsstrijder Otto Molden een conferentie van Europese federalisten in Wenen, waaruit de Federalistische Internationale voortkwam. Molden richtte in 1960 de Europäische Föderalistische Partei Österreichs (Europese Federalistische Partij van Oostenrijk) op. De EFP(Ö) werd hiermee de eerste van een reeks Europese federalistische partijen. De EFP(Ö) deed in 1962 mee aan de parlementsverkiezingen en kreeg 0,5% van de stemmen. Een jaar later nam Josef Kimmel namens de EFP(Ö) deel aan de presidentsverkiezingen. Kimmel kreeg 4,0% van de stemmen. De EFP(Ö) van Molden nam in de jaren hierna deel aan verschillende lokale verkiezingen zonder echte resultaten te boeken. In oktober 1980 werden EFP(Ö) ontbonden.

### Bondsrepubliek Duitsland
In 1964 werd in de Bondsrepubliek Duitsland de Europa Partei (Europa Partij) opgericht, die later ook de naam Europäische Föderalistische Partei Deutschlands (EFPD) aannam. De EFPD nam deel aan verschillende verkiezingen maar haalde nooit de kiesdrempel. Onder partijvoorzitter Lutz Roemheld nam de partij deel aan de Europese Parlementsverkiezingen 1984 met als een van de belangrijkste thema's de invoering van Esperanto als officiële taal van de Europese Economische Gemeenschap.
De EFP had een bijzondere positie in Beieren, alwaar in 1967 de Bayerische Staatspartei was opgericht als afsplitsing van de Bayernpartei die zich in de jaren '70 aansloot bij de EFP. Eind jaren '80 was de partij nog maar actief in twee deelstaten: Noord-Rijnland Westfalen en Hamburg. In 1991 was er echter een afdeling van de EFPD actief in Bremen en nam aldaar (zonder succes) deel aan de deelstaatsverkiezingen. In november 1995 werd de EFP in Duitsland ontbonden en was er nergens in Europa meer een EFP actief.

### Italië
Pogingen om in de jaren '60 een EFP op te richten mislukten. Een regionale afdeling van de EFP werd in Zuid-Tirol opgericht en deed in 1973 mee aan de landdagverkiezingen aldaar.
In het kader van de Europese parlementsverkiezingen van 1979 vormde de EFP van Zuid-Tirol een lijstverbinding met de Union Valdôtaine.

### Nederland
In maart 1965 werd in Nederland een eerste Europese Federalistische Partij opgericht door mr. H.F. Heijerman, M. Lewin, B.D. de Sterke en A.E.E. Dulfen. Lewin en Heijerman waren al eerder politiek actief als bestuursleden van de Nieuw Democratische Partij die in 1963 meedeed aan de Tweede Kamerverkiezingen. De NDP plaatste toen een oud-NSB'er op de kandidatenlijst.
Op 19 november 1969 werd een nieuwe Europese Federalistische Partij opgericht. Oprichters waren ir. K.L. Husmann en D. Klage die werkten voor de kerncentrale bij Petten

### Andere landen
- In Zwitserland deed van 1971 tot 1979 een EFP mee aan de parlementsverkiezingen in Zwitserland;
- In Frankrijk werd in 1970 de Parti Fédéraliste Européen de France opgericht. Een jaar later ontstond de EFP Elsass-Lothringen in Elzas-Lotharingen;
- Een Poolse EFP werd na de val van het communisme in 1991 opgericht;
- In het Verenigd Koninkrijk bestond een British Committee of the Federalist International. De in 1975 opgerichte Cornish Nationalist Party was aanvankelijk een afdeling van de EFP;
- Een illegale afdeling van de EFP werd in 1970 opgericht in Slowakije;
- Eveneens illegaal was de Catalaanse afdeling die in 1972 ontstond.

## Opvolgersorganisaties
Op 13 januari 1993 stichtte Molden  de European National Movement (ENM): Congress of European Patriots and Federalists/ (Europäische Nationalbewegung (ENB): Kongreß Europäischer Patrioten und Föderalisten) als opvolger van de EFP (hoewel er toen nog steeds EFP's actief waren in verschillende landen).
In 2011 werd de Europese Federalistische Partij opgericht, maar deze partij heeft niets te maken met de historische EFP.